# Station Inowrocław Mątwy
Station Inowrocław Mątwy is een spoorwegstation in de Poolse plaats Inowrocław.